# Corythalia argentinensis
Corythalia argentinensis là một loài nhện trong họ Salticidae.
Loài này thuộc chi Corythalia. Corythalia argentinensis được María Elena Galiano miêu tả năm 1962.